# Panis Angélicus
O hino Panis Angélicus é um cântico católico dedicado à Sagrada Eucaristia. Panis Angelicus é a penúltima estrofe do hino "Sacris solemniis", escrito por Santo Tomás de Aquino para a Festa de Corpus Christi, como parte de uma liturgia completa da Festa, incluindo orações para a Missa e a Liturgia das Horas. A estrofe de "sacris solemniis" que começa com as palavras "Panis Angelicus" (pão dos anjos) tem sido muitas vezes executada com música separadamente do resto do hino em peças de música clássica. A mais famosa, em 1872, César Franck definiu esta estrofe para a voz (tenor), harpa, violoncelo e órgão, e incorporou em sua Messe à trois voix, op. 12. Vários tenores célebres gravaram esse hino em seus concertos, como Luciano Pavarotti e Andrea Boccelli.

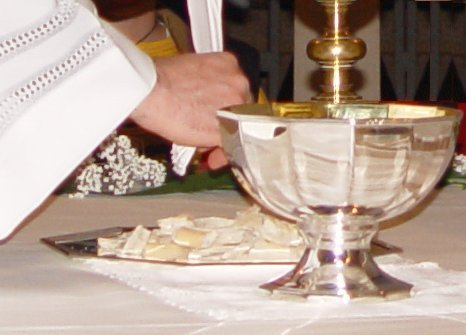
A fração do Pão dos Anjos

## Letra

### Em Latim
O texto original em Latim é o seguinte:
1. Panis Angélicus,
Fit panis hominum,
Dat panis cœlicus figuris terminum.
2. O Res mirabilis,
Manducat Dominum,
Pauper, servus et humilis.

### Em Português
Na Língua portuguesa, a letra pode ser traduzida como se segue:
1. O Pão dos Anjos,
Torna-se o pão dos homens,
O Pão dos céus dá fim às prefigurações.
2. Ó coisa admirável,
Alimentam-se do Senhor
O pobre, o servo e os humildes.